# The Black Robe
The Black Robe és una novel·la de Wilkie Collins publicada per entregues en 1881 i posteriorment reunida en un sol volum.

## Argument
Romayne és un jove sensible que mata per accident un home en un duel. Els remordiments fan que senti la veu del seu germà petit acusant-lo d'assassí i aquestes al·lucinacions fan que emmalalteixi. Stella, una jove que el coneix en un dels seus viatges, s'enamora d'ell i vol casar-s'hi per ajudar-lo a superar aquestes pors. En paral·lel, però, un capellà jesuïta intenta apartar-lo de la dona per convertir-lo al catolicisme i fer així que doni les seves possessions a l'església. Aquest capellà, el pare Benwell, es guanya la confiança de Romayne gràcies a un capellà idealista, Penrose, qui es fa íntim amic del jove. Aquest, però, no s'oposa al matrimoni perquè creu que Stella pot fer-lo feliç.
Malgrat el casament, Benwell no desisteix del seu propòsit i indaga en el passat de la noia, convençut que guarda un secret. Posteriorment descobreix que efectivament havia estat casada prèviament amb Winterfield, tot i que aquell matrimoni es va anul·lar per estar ell també anteriorment casat. Benwell fa que Winterfield aparegui a casa de la parella sense saber-ho i comença la divisió entre ells dos. Més endavant se sap per unes cartes que Winterfield creia que la seva antiga muller havia mort i que per tant havia obrat de bona fe amb Stella. Això no impedeix que Romayne, un cop descobreix la veritat, abandoni la seva dona i es converteixi al catolicisme. La influència de Benwell el porta a ordenar-se sacerdot i esdevé un predicador de gran èxit.
Mentrestant, Stella ha tingut un fill i viu reclosa a França amb la seva mare. Winterfield s'acosta a ella per mirar d'ajudar-la i contacta amb Penrose, qui estava destinat a les missions. Tots dos van a veure Romayne, a qui troben moribund perquè els nervis no han millorat i segueix sentint arreu la veu acusadora. Stella, compadida, va a veure'l amb el seu fill petit i això entendreix Romayne, el qual assegura que ha comès un error. Aleshores desfà el testament, dona les seves possessions al seu seu hereu i anima Stella a casar-se amb Winterfield, com tots dos desitgen. Benwell, derrotat, jura venjança en el futur i desapareix.

## Temes
La trama gira al voltant de tres quatre temes principals. El primer és l'amorós, ja que Stella es troba entre dos homes a qui estima: Romayne i Winterfield, malgrat negui el segon perquè creu que la va enganyar amb un fals matrimoni. Es mostra com la dona depèn sempre del seu marit i que és el seu honor el que queda en dubte. El matrimoni és una institució social que no respecta l'amor o les circumstàncies de les persones. Aquí s'ha vist una influència de la biografia de Collins, qui tenia dues amants reconegudes amb fills cadascuna però no va arribar a casar-se mai.
El segon tema és com la religió només busca els diners i no la salvació real de les persones. En aquest cas es critica especialment la minoria catòlica, molt mal vista per l'autor pel seu afany proselitista i la pretensió de condemnar els pecats dels altres. El jesuïta Benwell és qui dona títol a la novel·la, ja que l'hàbit del seu orde és de color negre. Apareix com un malvat sense escrúpols que actua de qualsevol manera per tal d'aconseguir els seus objectius. Stella tenia una germana a qui van deixar de veure quan es va fer monja, fet que accentua l'antagonisme entre la noia i els capellans i que constitueix un dels eixos d'avenç de l'obra.
El tercer tema que cal destacar és la bogeria. Les veus que sent Romayne el fan apropar-se o allunyar-se dels dos pols (Stella i el matrimoni o la religió). Apareix un altre personatge que està boig, el germà petit de l'assassinat, qui porta els documents que proven la bondat de Winterfield i a qui tots intenten ajudar per mirar de calmar els remordiments de Romayne. Collins recull les malalties mentals a altres obres seves, ja que era un assumpte popular a la seva època, quan començaven a descobrir-se els seus mecanismes.
Per acabar, La sotana negra tracta la distinció entre aparença i realitat. Les aparences, sovint dictades per les exigències de la societat de l'era victoriana que Collins criticava durament, poden fer canviar el rumb de la vida de les persones i resulten enganyoses. Així, Winterfield, que apareix com una amenaça per a la pau conjugal de la parella protagonista, acaba sent l'únic heroi sense malícia de tota l'obra. Per contra Benwell, que es mostra encantador davant dels possibles aliats i de les potencials víctimes, acaba revelant-se com un home mesquí i ambiciós. Stella s'equivoca en el seu judici de Penrose només per ser capellà, quan actua com un autèntic amic del seu marit. Totes les primeres opinions, doncs, apareixen després com a equivocades.

## Estil
El llibre es pot enquadrar dins la novel·la de sensació o efectista, un gènere literari victorià hereu del melodrama on la intriga i el suspens es barregen amb escenes d'alt component emocional. És un gènere destinat a les capes populars, per tant el que més importa és la trama, construïda per mantenir l'atenció entre entregues amb secrets, misteris, revelacions i escenes intenses. Això no exclou, però, la crítica social, reflectida en el tractament dels temes que escull Collins o un llenguatge treballat.
Com en altres novel·les de l'autor, apareixen diferents narradors, en aquest cas repartits entre les tres parts de l'obra. La primera, titulada "Abans de la història", està narrada per un amic de Romayne que presenta el duel i les conseqüències que aquest tindrà a la seva vida. La història central, amb la pugna entre Benwell i Stella pel jove, inclou un narrador omniscient que opina mentre relata els fets. El darrer bloc correspon a fragments del diari de Winterfield, on s'expliquen els episodis principals des del seu punt de vista i s'afegeix el final, amb el casament entre ell i Stella (que no apareix directament relatat). A part d'aquests grans blocs, apareixen diferents cartes intercalades amb l'acció on es relata en primera persona el que va succeint, principalment a partir dels informes que Benwell envia als seus superiors.